# Сански Мост
Сански Мост је градско насеље и сједиште истоимене општине у сјеверозападној Босни и Херцеговини. Налази се на реци Сани у региону Босанске Крајине између Приједора и Кључа. Сански Мост административно припада Унско-санском кантону Федерације Босне и Херцеговине.
Према подацима пописа становништва 2013. године, у Санском Мосту је пописано 16.913 лица.

## Географија
Сански Мост са околином налази се у средњем току ријеке Сане, са ослонцем на планину Грмеч на западу и планине Мулеж и Бехремагиницу на истоку. Подручје општине Сански Мост има ријеку Сану и осам рјечица; Саницу, Дабар, Здену, Блиху, Мајданску Ријеку, Јапру, Сасинку и Козицу и неколико краћих понорница. На санском подручју има неколико јаких крашких врела која су истовремено и извори рјечица; Саничко врело, Дабарско врело и врело Здене. У селу Илиџа, подно планине Мулеж, има јачи извор радиоактивне сумпорне воде са значајним љековитим својствима. На свом подручју има и неколико већих пећина међу којима су Хрустовачка и Дабарска.

## Историја

### Други свјетски рат
У време злочина у Костајници извршен је покољ Срба и у месту и срезу Сански Мост. Изузев 12 Срба који су успели да побегну у Србију, сви остали људи из Санског Моста су побијени.

## Становништво
|                      | 2013.           | 1991.           | 1981.           |
| Укупно               | 16 913 (100,0%) | 17 144 (100,0%) | 14 027 (100,0%) |
| Бошњаци              | 15 930 (94,19%) | 7 245 (42,26%)1 | 6 067 (43,25%)1 |
| Срби                 | 401 (2,371%)    | 7 831 (45,68%)  | 5 691 (40,57%)  |
| Хрвати               | 177 (1,047%)    | 646 (3,768%)    | 523 (3,729%)    |
| Босанци              | 165 (0,976%)    | –               | –               |
| Неизјашњени          | 94 (0,556%)     | –               | –               |
| Муслимани            | 36 (0,213%)     | –               | –               |
| Непознато            | 33 (0,195%)     | –               | –               |
| Остали               | 20 (0,118%)     | 521 (3,039%)    | 242 (1,725%)    |
| Албанци              | 18 (0,106%)     | –               | –               |
| Роми                 | 13 (0,077%)     | –               | –               |
| Босанци и Херцеговци | 12 (0,071%)     | –               | –               |
| Православци          | 7 (0,041%)      | –               | –               |
| Југословени          | 3 (0,018%)      | 901 (5,255%)    | 1 504 (10,72%)  |
| Словенци             | 3 (0,018%)      | –               | –               |
| Турци                | 1 (0,006%)      | –               | –               |

1. 1 На пописима од 1971. до 1991. Бошњаци су пописивани углавном као Муслимани.

## Знамените личности
- Љубица Берак, певачица
- Милорад Билбија, фудбалер
- Бранислав Бореновић, политичар
- Миланчић Миљевић, генерал ЈНА
- Врело, изворна певачка група
- Младен Иванић, политичар
- Михајло Орловић, књижевник
- Кемал Маловчић, певач

## Галерија
- Ријека Сана
- Хамзибегова џамија
- Хамзибегова џамија
- Спомен-подручје Шушњар
- Хрватски супермаркет Конзум
- Православна црква